# ملحق العنونة الفعلية
 ملحق العنونة الفعلية (بالإنجليزية: Physical Address Extension) (نختصر PAE) هي خاصية للسماح لمعالجات 32 بت للوصول إلى المساحة الفعلية لذاكرة الوصول العشوائي الأكبر من 4 غيغابايت.
مراجع